# Case Pedrazzini
Le Case Pedrazzini sono una serie di edifici signorili settecenteschi costruiti a Campo in Vallemaggia. Gli edifici insieme all’Oratorio di San Giovanni Battista fanno parte dei beni culturali svizzeri d’importanza nazionale.
Gli edifici vengono costruiti tra il 1730 e il 1749 e commissionati dalla famiglia Pedrazzini. Il progetto è attribuito almeno in parte ai fratelli Giovanni Casarotti e Pietro Antonio Casarotti. 
L’edificio collocato ad occidente è commissionato nel 1730 da Guglielmo I Pedrazzini. Nel 1735-37 viene invece realizzato il palazzo commissionato da Giovanni Battista I Pedrazzini, che nel 1746 fa anche edificare nel centro del paese il palazzo “ad Fontem” e nel 1749 fa costruire l’Oratorio di San Giovanni Battista. Gli edifici precedenti del 1715 e quello del 1749 sono andati distrutti. 
L’edificio ad occidente ha una pianta allungata e presenta sulla facciata una serie di affreschi attribuiti a Giuseppe Mattia Borgnis che rappresentano la Trinità, la Donna dell’Apocalisse col Bambino, la Madonna col Bambino e i Santi Michele e Antonio da Padova.
Il palazzo “ad Fortem” è collocato nel centro del paese e presenta una serie di affreschi attribuiti a Giuseppe Mattia Borgnis con lo stemma della famiglia, la Deposizione e Dio padre, San Michele, San Giovanni Battista e Sant’Antonio da Padova. Gli affreschi sono stati restaurati nel 2000-2001.